# Пореченков, Михаил Евгеньевич
Михаи́л Евге́ньевич Поре́ченков (род. 2 марта 1969, Ленинград) — российский актёр театра, кино и телевидения, кинорежиссёр, сценарист, кинопродюсер и телеведущий; народный артист Российской Федерации (2019), а также Республики Южная Осетия (2015) и Донецкой Народной Республики (2014).

## Биография
Родился 2 марта 1969 года в Ленинграде в семье судостроителя Евгения Михайловича Пореченкова.
До пяти лет жил с бабушкой в Псковской области, учился в школе в своём городе, затем с родителями жил в Варшаве, где учился в школе-интернате с конца 1970-х по 1986 год.
С января 1986 года по декабрь 1990 года учился в Таллинском высшем военно-политическом строительном училище, но не окончил его, так как за многократные нарушения дисциплины был отчислен за 10 дней до выпуска. По другим данным, ушёл сам. Поскольку обучение в военном училище приравнивалось к службе в рядах Советской армии, пребывание Михаила в ТВВПСУ зачлось ему как срочная служба в «стройбате» (в связи с тем, что училище было военно-строительной направленности). Михаил Пореченков — кандидат в мастера спорта по боксу, разряд получил в Таллине на чемпионате училища и города. Занимается боксом и сейчас. По окончании службы в армии работал в багетной мастерской.
Поступил во ВГИК на курс А. Джигарханяна[когда?], но полный курс обучения не прошёл.
В 1991 году поступил в ЛГИТМиК (с 1993 года — СПбГАТИ, с января 2015 года — Российский государственный институт сценических искусств (РГИСИ) на курс Вениамина Фильштинского и окончил его в 1996 году.
По окончании института работал в театре «На Крюковом канале». Затем был принят в труппу Академического театра имени Ленсовета. Сыграл Сирано в спектакле «Сирано. Сцены из Ростана» Независимого театрального проекта.
На сцене МХАТ имени А. П. Чехова дебютировал в 2002 году в спектакле «Утиная охота» в роли официанта.
В 2003 году принят в труппу Художественного театра.
С января 2015 года является членом Общественного совета Главного следственного управления Следственного комитета Российской Федерации по Москве.
С января 2017 года является президентом фестиваля нового российского кино «Горький fest».
В 2019 году ему было присвоено звание народного артиста России.

## Личная жизнь
Первая жена (гражданская) — Ирина Любимцева, умерла в 1995 году в Таллине. Сын — Владимир Любимцев (род. 1989). Живёт в Таллине, занимается дзюдо и боксом. Внучка — Мирослава Любимцева (род. 2015).
Первая жена — Екатерина Пореченкова, предпринимательница, работала переводчиком. Дочь — Варвара (род. 1998), снялась вместе с отцом в его фильме «День Д», учится на факультете «Коммуникации и медиа» в Роттердамском университете Эразма (Нидерланды).
Вторая жена — Ольга Пореченкова (род. 1974), художница, познакомились в 1999 году, зарегистрировали брак в 2000 году, работала художником на фильме «День Д». Сын Михаил (род. 2002). Дочь Мария (род. 2004). Сын Пётр (род. 2010).

## Общественная позиция
В 2024 году Михаил Пореченков стал доверенным лицом кандидата в президенты России Владимира Путина.

### Позиция по Украине и инцидент в Донецком аэропорту (2014)

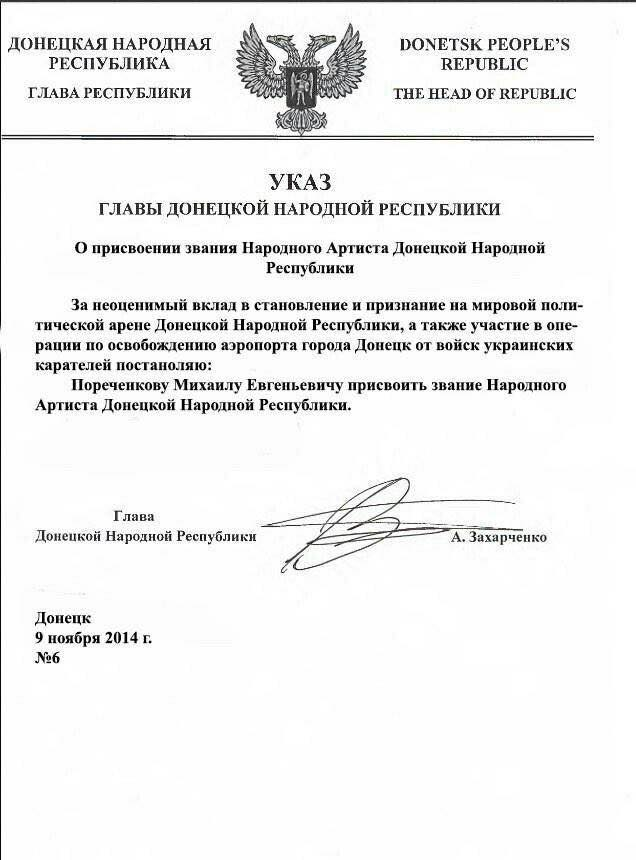
Указ Главы ДНР «О присвоении звания Народного артиста Донецкой Народной Республики» М. Е. Пореченкову

11 марта 2014 года Пореченков поддержал аннексию Крыма и подписал письмо президенту России Владимиру Путину в поддержку аннексии Крыма. Также Пореченков поддержал пророссийских сепаратистов в войне в Донбассе.
30 октября 2014 года Пореченков посетил подконтрольную России Донецкую Народную Республику. Он представил в республике фильм «Поддубный», запрещённый к показу на Украине. Пореченков посетил позиции войск ДНР в районе донецкого аэропорта, откуда произвёл несколько очередей из крупнокалиберного пулемёта «Утёс». По данному факту власти Украины завели на актёра уголовное дело: его обвинили в стрельбе из крупнокалиберного пулемёта в сторону позиций Вооружённых Сил Украины. 9 ноября 2014 года Пореченкову было присвоено звание Народного артиста Донецкой Народной Республики.
Стреляя из пулемёта, актёр был в каске с надписью «Пресса», что вызвало негативную реакцию в российском журналистском сообществе. Представитель ОБСЕ по свободе СМИ Дуня Миятович назвала поступок Пореченкова «достойным всяческого осуждения» и «постыдным злоупотреблением символикой прессы». «Оно подвергает серьёзному риску журналистов в конфликтных зонах и наносит ущерб всем усилиям, предпринимаемым для защиты сотрудников СМИ».
4 ноября 2014 года Государственное агентство Украины по вопросам кино запретило к показу в стране 69 фильмов с участием Михаила Пореченкова.
В январе 2015 года наряду с лидером мотоклуба «Ночные волки» Александром Залдостановым, членом Совета Федерации Дмитрием Саблиным и чемпионкой мира по боям без правил Юлией Березиковой стал инициатором создания движения «Антимайдан», целью которого ставится противодействие попыткам создания «майдана в России».
27 января 2015 года СБУ объявила Пореченкова в розыск, его подозревают в совершении преступления, предусмотренного частью 3 статьи 258 Уголовного кодекса Украины (террористический акт или угроза его совершения). Суд дал разрешение на задержание актёра с целью привода в суд. Информация о розыске опубликована на сайте МВД Украины в разделе «лица, скрывающиеся от органов досудебного расследования». Национальный совет Украины по вопросам телевидения и радиовещания запретил к показу на территории Украины два российских канала «Русский иллюзион» и «Дом кино» из-за того, что они транслировали фильмы с участием Пореченкова.
В августе 2015 года СБУ внесла Пореченкова в список деятелей культуры, действия которых создают угрозу национальной безопасности Украины.

### Вторжение России на Украину
В 2022 году Пореченков поддержал вторжение России на Украину и выразил желание отправиться добровольцем на войну, но позднее отказался, так как «снят с воинского учета по возрасту».
Согласно международному журналистскому проекту Kremlin Leaks, Пореченков входит в состав «агитбригад» российских провластных звёзд. Данные агитбригады созданы по поручению Сергея Кириенко для выступлений с гастролями на оккупированных территориях Украины в целях «поддержания боевого духа» российских военнослужащих в ходе российского вторжения на Украину. Сам проект курируется пропагандистской структурой АНО «Интеграция» созданной для продвижения провластных лидеров общественного мнения в СМИ.

## Санкции
После стрельбы в аэропорту Донецка Латвия внесла Пореченкова в список лиц, которым запрещён въезд в эту страну.
19 октября 2022 года на фоне вторжения России на Украину внесён в санкционный список Украины против лиц, которые «публично призывают к агрессивной войне, оправдывают и признают законной вооружённую агрессию РФ против Украины, временную оккупацию территории Украины».

## Признание и награды
Лауреат премий и званий:
- «Золотая маска» (1996, за спектакль «В ожидании Годо»).
- «Золотой софит»
- «Созвездие»
- Санкт-Петербургская независимая актёрская премия имени В. И. Стржельчика (1999, в номинации «Актёрский ансамбль» за спектакль «В ожидании Годо»)[57]
- Заслуженный артист Российской Федерации (2006) — за заслуги в области искусств[12][58].
- Премия ФСБ в номинации «Актёрская работа» за главную роль в художественном фильме «Ликвидация» и создание образов российских офицеров в других фильмах (2008).
- Орден Дружбы (2008, Южная Осетия).[59]
- Премия Олега Табакова (2009, за главную роль в спектакле МХТ «Крейцерова соната»).[60]
- Народный артист Донецкой Народной Республики (2014).
- Народный артист Республики Южная Осетия (2015) — за заслуги в области театрального и киноискусства и многолетнюю плодотворную творческую деятельность.[6][61]
- Российская национальная актёрская премия имени Андрея Миронова «Фигаро», номинация «Самый лучший» (2017).
- Народный артист Российской Федерации (2019) — за большие заслуги в области театрального, кинематографического и циркового искусства.[4][5]

## Творчество

### Роли в театре

#### Академический театр имени Ленсовета
- «Войцек» — капитан
- «В ожидании Годо» С. Беккета. Режиссёр: Юрий Бутусов — Поццо
- «Король, дама, валет» — Франц
- «Калигула» — Геликон
- «Братец Кролик на Диком Западе» — Братец Черепаха / индеец
- «Клоп» — Присыпкин
- «Дама-призрак» — Косме
- «Смерть Тарелкина» Сухово-Кобылина — Расплюев

#### МХТ имени А. П. Чехова
- 2002 — «Утиная охота» А. Вампилова. Режиссёр: Александр Марин — официант[12]
- 2004 — «Белая гвардия» М. А. Булгакова. Режиссёр: Сергей Женовач — Виктор Викторович Мышлаевский, штабс-капитан, артиллерист
- 2005 — «Гамлет» У. Шекспира. Режиссёр: Юрий Бутусов — Полоний
- 2008 — «Крейцерова соната» Лев Толстой. Режиссёр: Антон Яковлев — Позднышев
- 2014 — «Трамвай „Желание“» Т. Уильямса. Режиссёр: Р. Феодори —  Стэнли Ковальский
- 2019 — «Бег» М. А. Булгакова. Режиссёр: Сергей Женовач — Григорий Лукьянович Чарнота / Барабанчикова
- 2021 — «Заговор чувств» Ю. Олеши. Режиссёр: Сергей Женовач — Андрей Петрович Бабичев

#### Театр-студия Олега Табакова
- 2013 — «Двенадцатая ночь» У. Шекспира. Режиссёр: М. Станкевич — Мальволио

### Фильмография

#### Актёрские работы
| Год          |     | Название                                              | Роль                                                                                                |
| ------------ | --- | ----------------------------------------------------- | --------------------------------------------------------------------------------------------------- |
| 1994         | ф   | Колесо любви                                          | Кирилл                                                                                              |
| 1998         | ф   | Тело будет предано земле, а старший мичман будет петь | помощник Марины                                                                                     |
| 1998         | ф   | Горько!                                               | жених Боря, спортсмен                                                                               |
| 1997—1998    | с   | Улицы разбитых фонарей                                | Павел Царёв (серия «Сексот Цыплаков»)                                                               |
| 1999         | ф   | Женская собственность                                 | друг Андрея Калинина                                                                                |
| 1998—2022    | с   | Агент национальной безопасности                       | Алексей Петрович Николаев, майор ФСБ (в 6 сезоне бывший майор), сторож, егерь                       |
| 2000         | ф   | Особенности национальной охоты в зимний период        | командир пограничной заставы на российско-финской границе                                           |
| 2000         | ф   | Сиреневые сумерки                                     | Максим                                                                                              |
| 2000         | с   | Бандитский Петербург. Фильм 1. Барон                  | Евгений Владимирович Кондрашов, коммерсант и охранник, бывший оперуполномоченный                    |
| 2001         | ф   | Механическая сюита                                    | Митягин                                                                                             |
| 2002         | ф   | Вовочка                                               | Григорий Пиндюжин, старший лейтенант милиции, участковый                                            |
| 2002         | с   | Спецназ                                               | Джим Уоллес, агент управления контртеррористической и финансовой разведки Министерства финансов США |
| 2002         | с   | Подружка Осень                                        | Александр, муж Анны                                                                                 |
| 2003         | ф   | Особенности национальной политики                     | Ваня, бандит                                                                                        |
| 2003         | ф   | Трио                                                  | Алексей Гаркуша, капитан милиции                                                                    |
| 2003         | с   | Линии судьбы                                          | Игорь                                                                                               |
| 2004         | с   | Против течения                                        | Сергей Городецкий                                                                                   |
| 2004         | ф   | Тайна «Волчьей пасти»                                 | Олушев, подполковник, отец Вити                                                                     |
| 2004         | с   | Ключи от бездны                                       | Сергей Матвеевич Высик, лейтенант, глава поселковой милиции                                         |
| 2005         | ф   | 9 рота                                                | Александр Дыгало, старший прапорщик                                                                 |
| 2005         | ф   | Солдатский декамерон                                  | Пантелеев, лейтенант, муж Веры                                                                      |
| 2005         | с   | Убойная сила 6                                        | Никита Андреевич Уваров, капитан отдела нравов                                                      |
| 2005         | с   | Гибель империи                                        | капитан с белым флагом (в титрах указан как прапорщик)                                              |
| 2006         | ф   | Связь                                                 | Илья, бизнесмен                                                                                     |
| 2006         | ф   | Утиная охота                                          | официант                                                                                            |
| 2006         | с   | Грозовые ворота                                       | Валерий Егоров, майор, командир разведгруппы спецназа ГРУ                                           |
| 2006         | ф   | Большая любовь                                        | Антон Иванович Улыбабов, генерал-майор                                                              |
| 2007         | ф   | 1612: Хроники Смутного времени                        | князь Пожарский                                                                                     |
| 2007         | с   | Ликвидация                                            | Виталий Егорович Кречетов, майор, заместитель военного прокурора Одесского военного округа          |
| 2008         | ф   | Реальный папа                                         | Роман Вениаминович Шило, бандит                                                                     |
| 2008         | ф   | День Д                                                | Иван, майор ВДВ                                                                                     |
| 2008         | ф   | Тариф Новогодний                                      | Виталий Баринов, водитель джипа                                                                     |
| 2008         | ф   | На крыше мира                                         | Василий                                                                                             |
| 2009         | с   | Исаев                                                 | Виктор Витальевич Воронцов, граф                                                                    |
| 2010         | с   | Доктор Тырса                                          | Геннадий Викторович Тырса, врач-травматолог, хирург                                                 |
| 2010         | с   | Семейный дом                                          | Пётр Сергеевич Прохоров                                                                             |
| 2011         | ф   | Сказка. Есть (новелла «Мир игрушек»)                  | медведь                                                                                             |
| 2011         | ф   | Без мужчин                                            | Стасик                                                                                              |
| 2011         | ф   | Назад — к счастью, или Кто найдёт Синюю птицу         | Пер-Ноэль, он же Йоулупукки                                                                         |
| 2011         | с   | Контригра                                             | Денис Ребров, майор ГРУ                                                                             |
| 2011         | с   | Дело гастронома № 1                                   | Павел Сергеевич Скачко, майор КГБ                                                                   |
| 2011         | с   | Небесный суд                                          | Вениамин Петрович Шведов, адвокат второй ступени                                                    |
| 2011         | с   | Белая гвардия                                         | Виктор Викторович Мышлаевский, поручик артиллерии                                                   |
| 2011         | ф   | В огонь и в воду                                      | Костюхин, генерал                                                                                   |
| 2012         | ф   | Мамы                                                  | боксёр, которому по ошибке звонит мать Коли                                                         |
| 2012         | ф   | Золото                                                | Еремеев, купец                                                                                      |
| 2012         | с   | После школы                                           | Виктор Васильевич, физрук, тренер баскетбольной команды                                             |
| 2013         | ф   | О чём молчат девушки                                  | Владимир                                                                                            |
| 2013         | с   | Последний бой                                         | Сильвёрстов                                                                                         |
| 2013         | ф   | Марафон                                               | Толик                                                                                               |
| 2013         | с   | Убить Сталина                                         | Мартин Хесс                                                                                         |
| 2013         | с   | Любовь за любовь                                      | полковник                                                                                           |
| 2013         | ф   | Старый новый дом                                      | холостяк                                                                                            |
| 2014         | ф   | Поддубный                                             | Иван Максимович Поддубный, борец, атлет и артист цирка                                              |
| 2014         | с   | Куприн. Яма                                           | Александр Иванович Куприн, писатель / Сергей Иванович Платонов, учитель Берты                       |
| 2014         | с   | Куприн. Впотьмах                                      | Александр Иванович Куприн, писатель / артист цирка-шапито                                           |
| 2014         | с   | Куприн. Поединок                                      | Александр Иванович Куприн, писатель                                                                 |
| 2014         | ф   | Федька                                                | камео                                                                                               |
| 2014         | ф   | Новогоднее счастье                                    | Миша                                                                                                |
| 2014         | с   | Сердце ангела                                         | Андрей Геннадьевич Бирюков, майор полиции                                                           |
| 2015         | ф   | Чудо в Крыму                                          | Дима, таксист                                                                                       |
| 2016         | мф  | Богатырша                                             | Бориполк (озвучивание)                                                                              |
| 2016         | ф   | Держи удар, детка!                                    | Богатырёв, отец Светланы и Татьяны                                                                  |
| 2016         | ф   | Тень                                                  | Борис Михайлович Гордин («Боб»), бизнесмен                                                          |
| 2016         | с   | Мурка                                                 | Колыванов, начальник 5 отдела ГПУ при НКВД РСФСР                                                    |
| 2016         | ф   | Позвоните Мышкину                                     | Миша                                                                                                |
| 2016         | с   | Интерны                                               | Виктор Романенко, бывший муж Анастасии Кисегач и отец Глеба Романенко                               |
| 2017         | ф   | Вурдалаки                                             | Лавр                                                                                                |
| 2017         | с   | Один против всех                                      | Егор Владимирович Жжёнов, подполковник полиции, начальник уголовного розыска                        |
| 2017         | с   | Доктор Рихтер                                         | Игорь Леонидович Сажин, новый муж Станиславы                                                        |
| 2017         | с   | Троцкий                                               | Александр Львович Парвус                                                                            |
| 2017         | с   | Мост                                                  | Максим Казанцев, полковник СК России                                                                |
| 2018         | с   | Остаться в живых                                      | Юрий Петрович Налётов, полковник, командир партизанского отряда                                     |
| 2019—2020    | с   | Гадалка                                               | Алексей Иванович Потапов, майор полиции, начальник оперативно-разыскного отдела УВД                 |
| 2019 — н. в. | с   | Полярный                                              | Виктор Павлович Громов (Витя-мясник), фермер, бывший бандит                                         |
| 2019         | ф   | Одесский пароход                                      | сосед                                                                                               |
| 2019         | кор | Телёнок                                               | папа                                                                                                |
| 2019         | с   | Крымская сакура                                       | Имя персонажа не указано                                                                            |
| 2020         | с   | Проект «Анна Николаевна»                              | Юрий Михайлович Полежаев, тренер                                                                    |
| 2020         | с   | Сержант                                               | Рафаэль Юсупов, бизнесмен, глава корпорации «Оборонтехносталь»                                      |
| 2020         | с   | Рецепты семейного счастья                             | Сергей                                                                                              |
| 2021         | ф   | Родитель                                              | Михаил                                                                                              |
| 2021         | с   | Случайный кадр                                        | Борис Бобров, лидер партии «Наше дело»                                                              |
| 2021         | с   | Свет в твоём окне                                     | Иван Евгеньевич, капитан в отставке                                                                 |
| 2022         | ф   | Синдром отложенного счастья                           | Дмитрий                                                                                             |
| 2022         | с   | Чайки                                                 | Максим Анатольевич Тополь, волейбольный тренер                                                      |
| 2023         | ф   | Хитровка. Знак четырёх                                | Владимир Гиляровский                                                                                |
| 2023         | с   | Кино про бандитов                                     | Гавр                                                                                                |
| 2023         | ф   | Хоккейные папы                                        | папа Вадима                                                                                         |
| 2023         | ф   | Русский крест                                         | Иван Росток                                                                                         |
| 2023         | ф   | Неестественный отбор                                  | Соколов                                                                                             |
| 2025         | с   | Купцы и дети                                          | Фёдор Иванович Намолин, купец второй гильдии                                                        |

#### Режиссёрские работы
| Год  |   | Название | Роль     |
| ---- | - | -------- | -------- |
| 2008 | ф | День Д   | режиссёр |

#### Дубляж
- 1998 — Глаза змеи — второй полицейский (Джон Тадеус)
- 1998 — Маменькин сыночек — горожанин (Роб Шнайдер) / Лоуренс Тейлор
- 1999 — Шестое чувство — Малколм Кроу (Брюс Уиллис)
- 1999 — Воскрешая мертвецов — Том Уоллс (Том Сайзмор)
- 2000 — Пляж — Багз (Ларс Аренц-Хансен)
- 2000 — Угнать за 60 секунд — Тумблер (Скотт Каан)
- 2001 — История рыцаря — Уильям Тетчер (Ульрик фон Лихтенштайн из Гильдерланда) (Хит Леджер)
- 2002 — Али Джи в парламенте — Али Джи (Саша Барон Коэн)
- 2005 — Таггер: Джип, который хотел летать (мультипликационный) — Таггер (Джеймс Белуши)
- 2013 — Спасти Санту (мультипликационный)

### Компьютерные игры
- 2006 — Инстинкт (декабрь 2006) — Белый

### Телевидение
- «Коллекция приключений» (СТС-6 канал) — 2001 год, первый—шестнадцатый выпуски[62]
- «Запретная зона» («ТНТ») — 2003—2006
- «Кулинарный поединок» («НТВ») — с 19 апреля 2008 года по 15 января 2011 года
- «Битва экстрасенсов» («ТНТ») — первый—седьмой сезоны — 2007—2009
- «Что делать» («Перец») — 2011 год, совместно с Денисом Гребенюком.
- «Побег» («Россия-2») — с 17 по 28 августа 2015 года
- «Моя жизнь сделана в России» («Россия-1») — 2015 год
- «Мой папа круче» («СТС») — 2016 год
- «Бой в большом городе» («Матч ТВ») — 2016 год
- «Русское лото» («НТВ») — 18 октября 2020 года
- «Богатырские игры» («СТС») — 2025 год, совместно с Дмитрием Масленниковым и Никой Здорик.

### Документальные фильмы
- 2006 — Андрей Краско. Непохожий на артиста
- 2006 — Как уходили кумиры. Андрей Краско
- 2007 — Александр Дедюшко. Превышение скорости (Украина)
- 2009 — Алтайский самородок. Панкратов-Чёрный
- 2010 — Мой сын — Андрей Краско
- 2011 — Михаил Пореченков. Теперь у меня все есть
- 2014 — Война и мифы
- 2019 — Михаил Пореченков. «Обаятельный хулиган»